# Imago (banda)
Imago es una banda de rock y pop filipino, integrada por Aia De León (voz / guitarra), Myrene "Mapas" Academia (bajo), Tim Cacho (guitarras) y Zach Lucero (batería), conocidos por canciones famosas como Akap, Anino, Ewan, Taralets y Sundo. Imago se formó en 1998, ellos editaron un álbum dándole un valor a su material musical de origen que se registró en la dirección del productor y músico Bob Marlow. Probablemente, su primer álbum, pero definitivamente no fue publicado en 1999 bajo otras empresas productoras como la de Maharlika. La banda ha obtenido un puñado conocido como Katha y NU107 (Premio a la Mejor vocalista Aia De León y Mejor video musical por "Akap") desde su primer CD.

## Discografía

### Probablemente no, pero definitivamente
- Bastante me
- Pauna
- Rainsong
- Bathala
- El Recuadro
- Tugon
- Hiwaga
- En Sombras y Tendencias
- Hacer
- Alay
- Salitoo
- De lo contrario
- Idlip
- Salitree
- Solteras
- Wishlist
- Laya
- 18
- (Tema extra) Rainsong Remix

### Toma 2
- Libre
- Phoenix
- Akap
- Bihag
- Taning
- Anino
- Restablecer
- Gratitud
- One Way Ida
- Volver suave
- Rush
- Asado Anino Mix (tema extra)
- Preset / Reset (tema extra)
- Taning / Mahal Kalaguyo kong (tema extra)
- Taning / Ipagpatuloy esp Kasalanan (tema extra)

### Blush
- Zelo
- Lula
- Sundo
- En virtud de Reparación
- Carretera
- Lights Out
- Última Danza
- Más cerca
- Taralets
- Walang Mysteryo
- Así sea
- OSR

### Varios
- Spolarium - Ultraelectromagneticjam (Tomo 1)
- Ewan - Kami NAPO Muna
- Let It Snow - Cierre de temporada hasta Sonrisas
- Umagang Kay Ganda " morning program Umagang Kay Ganda - Theme Song de ABS-CBN "s" Umagang Kay ganda "programa por la mañana
- El amor está en mi pelo (BSO CineMalaya de Cine para la entrada PISAY)
- Show Me Your Sonrisa - Kami NAPO Muna ulit

### Colaboraciones de Imago
- Ultraelectromagneticjam (Sony BMG Music Filipinas, 2005)
- República de Corea SOBRE! (Viva Records, 2005)
- Kami NAPO Muna (Universal Records, 2006)
- El más grande OPM Hits Del Año (Universal Records, 2006)
- Kami NAPO ulit Muna (Universal Records, 2007)
- La OPM Love Album (Universal Records, 2008)